# Osseck am Wald

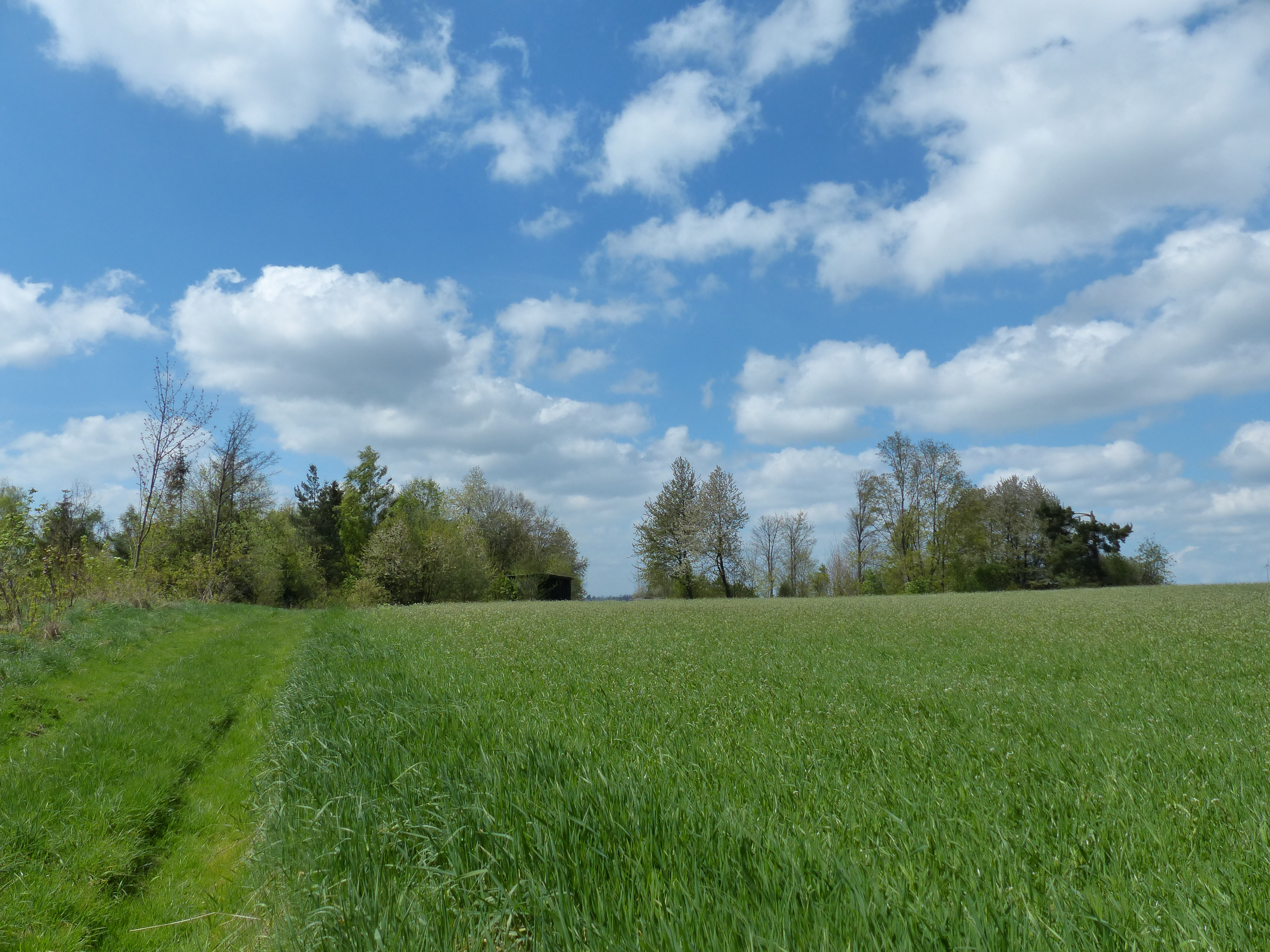
Nordöstlich des Dorfes gelegenes Geotop (ehemaliger Steinbruch)

Osseck am Wald (amtliche Schreibweise Osseck a.Wald) ist ein Gemeindeteil der Gemeinde Regnitzlosau im Landkreis Hof (Oberfranken, Bayern). Zur Unterscheidung des gleichnamigen Hofer Stadtteils trägt er den Zusatz „am Wald“.

## Geographie
Das Dorf liegt im Westen des Regnitzlosauer Gemeindegebiets und grenzt im Süden an das Rehauer Stadtgebiet. Nördlich liegt der Gemeindeteil Klötzlamühle, östlich Raitschin und westlich Draisendorf.

## Geschichte
Der Ort wurde im Jahre 1376 erstmals urkundlich erwähnt. Zahlreiche niederadelige Familien waren über die Jahrhunderte  Besitzer der Anwesen. Im Ort wurden im 18. Jahrhundert zwei Kalkbrennöfen betrieben. 1822 wurde Osseck bei einem Brand weitgehend vernichtet.
Am 1. Januar 1972 wurde Osseck, das bis dahin zur Gemeinde Draisendorf gehörte, im Zuge der bayerischen Gemeindegebietsreform in die Gemeinde Regnitzlosau umgegliedert. 2006 wurde eine umfangreiche Dorferneuerung durchgeführt.
Auf einer Anhöhe nahe dem Ort wurden 1981 und 1982 hallstattzeitliche Grabhügel wissenschaftlich untersucht. Bei den Grabungen wurden drei Brandgräber freigelegt.